# Motorrad-Weltmeisterschaft 2007
Die Motorrad-WM-Saison 2007 war die 59. in der Geschichte der FIM-Motorrad-Straßenweltmeisterschaft.
In der MotoGP-Klasse wurden 18 und in den Klassen bis 250 cm³ und bis 125 cm³ 17 Rennen ausgetragen.

## Punkteverteilung
Weltmeister wird derjenige Fahrer beziehungsweise der Hersteller, der bis zum Saisonende die meisten Punkte in der Weltmeisterschaft angesammelt hat. Bei der Punkteverteilung werden die Platzierungen im Gesamtergebnis des jeweiligen Rennens berücksichtigt. Die fünfzehn erstplatzierten Fahrer jedes Rennens erhalten Punkte nach folgendem Schema:
| Punkteverteilung | Punkteverteilung | Punkteverteilung | Punkteverteilung | Punkteverteilung | Punkteverteilung | Punkteverteilung | Punkteverteilung | Punkteverteilung | Punkteverteilung | Punkteverteilung | Punkteverteilung | Punkteverteilung | Punkteverteilung | Punkteverteilung | Punkteverteilung |
| ---------------- | ---------------- | ---------------- | ---------------- | ---------------- | ---------------- | ---------------- | ---------------- | ---------------- | ---------------- | ---------------- | ---------------- | ---------------- | ---------------- | ---------------- | ---------------- |
| Platz            | 1                | 2                | 3                | 4                | 5                | 6                | 7                | 8                | 9                | 10               | 11               | 12               | 13               | 14               | 15               |
| Punkte           | 25               | 20               | 16               | 13               | 11               | 10               | 9                | 8                | 7                | 6                | 5                | 4                | 3                | 2                | 1                |

## MotoGP-Klasse

### Rennergebnisse
|    | Datum  | Rennen                 | Strecke        | Platz 1         | Platz 2         | Platz 3         | Pole-Position   | Schn. Rennrunde | Gesamtführender Fahrer | Gesamtführendes Team | Gesamtführender Konstrukteur |
| -- | ------ | ---------------------- | -------------- | --------------- | --------------- | --------------- | --------------- | --------------- | ---------------------- | -------------------- | ---------------------------- |
| 1  | 10.03. | GP von Katar           | Losail         | Casey Stoner    | Valentino Rossi | Dani Pedrosa    | Valentino Rossi | Casey Stoner    | Casey Stoner           | Fiat Yamaha Team     | Ducati                       |
| 2  | 25.03. | GP von Spanien         | Jerez          | Valentino Rossi | Dani Pedrosa    | Colin Edwards   | Dani Pedrosa    | Valentino Rossi | Valentino Rossi        | Fiat Yamaha Team     | Yamaha                       |
| 3  | 22.04. | GP der Türkei          | Istanbul       | Casey Stoner    | Toni Elías      | Loris Capirossi | Valentino Rossi | Chris Vermeulen | Casey Stoner           | Ducati Marlboro Team | Ducati                       |
| 4  | 06.05. | GP von China           | Shanghai       | Casey Stoner    | Valentino Rossi | John Hopkins    | Valentino Rossi | Casey Stoner    | Casey Stoner           | Ducati Marlboro Team | Ducati                       |
| 5  | 20.05. | GP von Frankreich      | Le Mans        | Chris Vermeulen | Marco Melandri  | Casey Stoner    | Colin Edwards   | John Hopkins    | Casey Stoner           | Ducati Marlboro Team | Ducati                       |
| 6  | 03.06. | GP von Italien         | Mugello        | Valentino Rossi | Dani Pedrosa    | Alex Barros     | Casey Stoner    | Dani Pedrosa    | Casey Stoner           | Ducati Marlboro Team | Ducati                       |
| 7  | 10.06. | GP von Katalonien      | Barcelona      | Casey Stoner    | Valentino Rossi | Dani Pedrosa    | Valentino Rossi | John Hopkins    | Casey Stoner           | Ducati Marlboro Team | Ducati                       |
| 8  | 24.06. | GP von Großbritannien  | Donington      | Casey Stoner    | Colin Edwards   | Chris Vermeulen | Colin Edwards   | Toni Elías      | Casey Stoner           | Ducati Marlboro Team | Ducati                       |
| 9  | 30.06. | 77. Dutch TT           | Assen          | Valentino Rossi | Casey Stoner    | Nicky Hayden    | Chris Vermeulen | Valentino Rossi | Casey Stoner           | Ducati Marlboro Team | Ducati                       |
| 10 | 15.07. | 71. GP von Deutschland | Sachsenring    | Dani Pedrosa    | Loris Capirossi | Nicky Hayden    | Casey Stoner    | Dani Pedrosa    | Casey Stoner           | Ducati Marlboro Team | Ducati                       |
| 11 | 22.07. | GP der USA             | Laguna Seca    | Casey Stoner    | Chris Vermeulen | Marco Melandri  | Casey Stoner    | Casey Stoner    | Casey Stoner           | Ducati Marlboro Team | Ducati                       |
| 12 | 19.08. | GP von Tschechien      | Brünn          | Casey Stoner    | John Hopkins    | Nicky Hayden    | Casey Stoner    | Casey Stoner    | Casey Stoner           | Ducati Marlboro Team | Ducati                       |
| 13 | 02.09. | GP von San Marino      | Misano         | Casey Stoner    | Chris Vermeulen | John Hopkins    | Casey Stoner    | Casey Stoner    | Casey Stoner           | Ducati Marlboro Team | Ducati                       |
| 14 | 16.09. | GP von Portugal        | Estoril        | Valentino Rossi | Dani Pedrosa    | Casey Stoner    | Nicky Hayden    | Nicky Hayden    | Casey Stoner           | Ducati Marlboro Team | Ducati                       |
| 15 | 23.09. | GP von Japan           | Motegi         | Loris Capirossi | Randy De Puniet | Toni Elías      | Dani Pedrosa    | Toni Elías      | Casey Stoner           | Ducati Marlboro Team | Ducati                       |
| 16 | 14.10. | GP von Australien      | Phillip Island | Casey Stoner    | Loris Capirossi | Valentino Rossi | Dani Pedrosa    | Valentino Rossi | Casey Stoner           | Ducati Marlboro Team | Ducati                       |
| 17 | 21.10. | GP von Malaysia        | Sepang         | Casey Stoner    | Marco Melandri  | Dani Pedrosa    | Dani Pedrosa    | Casey Stoner    | Casey Stoner           | Ducati Marlboro Team | Ducati                       |
| 18 | 04.11. | GP von Valencia        | Valencia       | Dani Pedrosa    | Casey Stoner    | John Hopkins    | Dani Pedrosa    | Dani Pedrosa    | Casey Stoner           | Ducati Marlboro Team | Ducati                       |

### Teams und Fahrer
| Nr. | Fahrer            | Team                 | Motorrad               | Reifen |
| --- | ----------------- | -------------------- | ---------------------- | ------ |
| 1   | Nicky Hayden      | Repsol Honda Team    | Honda RC212V           | M      |
| 4   | Alex Barros       | Pramac D’Antin       | Ducati Desmosedici GP7 | B      |
| 5   | Colin Edwards     | Fiat Yamaha Team     | Yamaha YZR-M1          | M      |
| 6   | Makoto Tamada     | Dunlop Yamaha Tech 3 | Yamaha YZR-M1          | D      |
| 7   | Carlos Checa      | Honda LCR            | Honda RC212V           | M      |
| 9   | Nobuatsu Aoki     | Rizla Suzuki MotoGP  | Suzuki GSV-R           | B      |
| 10  | Kenny Roberts jr. | Team Roberts         | KR212V                 | M      |
| 11  | Fonsi Nieto       | Kawasaki Racing Team | Kawasaki Ninja ZX-RR   | B      |
| 13  | Anthony West      | Kawasaki Racing Team | Kawasaki Ninja ZX-RR   | B      |
| 14  | Randy De Puniet   | Kawasaki Racing Team | Kawasaki Ninja ZX-RR   | B      |
| 17  | Miguel Duhamel    | Honda Gresini        | Honda RC212V           | B      |
| 19  | Olivier Jacque    | Kawasaki Racing Team | Kawasaki Ninja ZX-RR   | B      |
| 21  | John Hopkins      | Rizla Suzuki MotoGP  | Suzuki GSV-R           | B      |
| 22  | Iván Silva        | Pramac D’Antin       | Ducati Desmosedici GP7 | B      |
| 24  | Toni Elías        | Honda Gresini        | Honda RC212V           | B      |
| 26  | Dani Pedrosa      | Repsol Honda Team    | Honda RC212V           | M      |
| 27  | Casey Stoner      | Ducati Marlboro Team | Ducati Desmosedici GP7 | B      |
| 33  | Marco Melandri    | Honda Gresini        | Honda RC212V           | B      |
| 46  | Valentino Rossi   | Fiat Yamaha Team     | Yamaha YZR-M1          | M      |
| 50  | Sylvain Guintoli  | Dunlop Yamaha Tech 3 | Yamaha YZR-M1          | D      |
| 56  | Shin’ya Nakano    | Konica Minolta Honda | Honda RC212V           | M      |
| 57  | Chaz Davies       | Pramac D’Antin       | Ducati Desmosedici GP7 | B      |
| 64  | Kousuke Akiyoshi  | Rizla Suzuki MotoGP  | Suzuki GSV-R           | B      |
| 65  | Loris Capirossi   | Ducati Marlboro Team | Ducati Desmosedici GP7 | B      |
| 66  | Alex Hofmann      | Pramac D’Antin       | Ducati Desmosedici GP7 | B      |
| 71  | Chris Vermeulen   | Rizla Suzuki MotoGP  | Suzuki GSV-R           | B      |
| 72  | Shin’ichi Itō     | Pramac D’Antin       | Ducati Desmosedici GP7 | B      |
| 80  | Kurtis Roberts    | Team Roberts         | KR212V                 | M      |
| 84  | Michel Fabrizio   | Honda Gresini        | Honda RC212V           | B      |
| 87  | Akira Yanagawa    | Kawasaki Racing Team | Kawasaki Ninja ZX-RR   | B      |
| 88  | Andrew Pitt       | Ilmor GP             | Ilmor SRT X³           | M      |
| 95  | Roger Lee Hayden  | Kawasaki Racing Team | Kawasaki Ninja ZX-RR   | B      |
| 99  | Jeremy McWilliams | Ilmor GP             | Ilmor SRT X³           | M      |

| Legende         |
| --------------- |
| Stammfahrer     |
| Wildcard-Fahrer |
| Ersatzfahrer    |

### Fahrerwertung
| Pos. | Fahrer            | Motorrad     | QUA | SPA | TUR | CHN | FRA | ITA | CAT | GBR | NED | GER | USA | CZE | RSM | POR | JPN | AUS | MAL | VAL | Punkte |
| ---- | ----------------- | ------------ | --- | --- | --- | --- | --- | --- | --- | --- | --- | --- | --- | --- | --- | --- | --- | --- | --- | --- | ------ |
| 1    | Casey Stoner      | Ducati       | 25  | 11  | 25  | 25  | 16  | 13  | 25  | 25  | 20  | 11  | 25  | 25  | 25  | 16  | 10  | 25  | 25  | 20  | 367    |
| 2    | Dani Pedrosa      | Honda        | 16  | 20  | Ret | 13  | 13  | 20  | 16  | 8   | 13  | 25  | 11  | 13  | Ret | 20  | Ret | 13  | 16  | 25  | 242    |
| 3    | Valentino Rossi   | Yamaha       | 20  | 25  | 6   | 20  | 10  | 25  | 20  | 13  | 25  | Ret | 13  | 9   | Ret | 25  | 3   | 16  | 11  | Ret | 241    |
| 4    | John Hopkins      | Suzuki       | 13  | 0   | 10  | 16  | 9   | 11  | 13  | 11  | 11  | 9   | 1   | 20  | 16  | 10  | 6   | 9   | 8   | 16  | 189    |
| 5    | Marco Melandri    | Honda        | 11  | 8   | 11  | 11  | 20  | 7   | 7   | 6   | 6   | 10  | 16  | Inj | 13  | 11  | 11  | 6   | 20  | 13  | 187    |
| 6    | Chris Vermeulen   | Suzuki       | 9   | 7   | 5   | 9   | 25  | 8   | 9   | 16  | 0   | 5   | 20  | 11  | 20  | 3   | 5   | 8   | 9   | 10  | 179    |
| 7    | Loris Capirossi   | Ducati       | Ret | 4   | 16  | 10  | 8   | 9   | 10  | Ret | Ret | 20  | Ret | 10  | 11  | 7   | 25  | 20  | 5   | 11  | 166    |
| 8    | Nicky Hayden      | Honda        | 8   | 9   | 9   | 4   | 6   | Ret | 5   | 0   | 16  | 16  | Ret | 16  | 3   | 13  | 7   | Ret | 7   | 8   | 127    |
| 9    | Colin Edwards     | Yamaha       | 10  | 16  | Ret | 5   | 4   | 4   | 6   | 20  | 10  | 13  | 5   | Ret | 7   | 6   | 2   | 7   | 6   | 3   | 124    |
| 10   | Alex Barros       | Ducati       | 7   | 5   | 13  | 2   | Ret | 16  | 8   | 9   | 9   | Ret | 7   | 7   | Ret | Ret | 8   | 11  | 4   | 9   | 115    |
| 11   | Randy De Puniet   | Kawasaki     | Ret | 3   | 8   | 8   | Ret | Ret | 11  | 10  | Ret | Ret | 10  | 8   | Ret | Ret | 20  | 10  | 13  | 7   | 108    |
| 12   | Toni Elías        | Honda        | 2   | 13  | 20  | Ret | Ret | 10  | Ret | 4   | Inj | Inj | Inj | 5   | 9   | 8   | 16  | 1   | 10  | 6   | 104    |
| 13   | Alex Hofmann      | Ducati       | 5   | DQ  | 7   | 7   | 11  | 5   | 3   | 7   | 8   | 7   | Inj | Inj | 5   | Ret |     |     |     |     | 65     |
|      | Carlos Checa      | Honda        | Ret | 10  | 4   | 6   | Ret | Ret | 0   | Ret | 5   | 2   | 2   | 6   | 10  | 9   | 0   | 5   | 2   | 4   | 65     |
| 15   | Anthony West      | Kawasaki     |     |     |     |     |     |     |     | 5   | 7   | 8   | 9   | 4   | 8   | 4   | 9   | 4   | 1   | 0   | 59     |
| 16   | Sylvain Guintoli  | Yamaha       | 1   | 1   | 1   | 3   | 6   | 2   | 2   | 0   | 2   | Ret | 3   | 3   | 4   | 2   | 13  | 2   | 0   | 5   | 50     |
| 17   | Shin’ya Nakano    | Honda        | 6   | 6   | 3   | Ret | Ret | 3   | 1   | 2   | 4   | Ret | 4   | 2   | 6   | 5   | 0   | 3   | 0   | 2   | 47     |
| 18   | Makoto Tamada     | Yamaha       | 0   | 2   | 2   | Ret | 7   | 1   | 4   | 1   | 3   | 3   | 8   | 0   | 2   | Ret | 4   | 0   | 0   | 1   | 38     |
| 19   | Kurtis Roberts    | KR212V       |     |     |     |     |     | Ret | 0   | 3   | 1   | 4   | Ret | 1   | 1   | Ret | Ret | 0   | 0   | Ret | 10     |
| 20   | Roger Lee Hayden  | Kawasaki     |     |     |     |     |     |     |     |     |     |     | 6   |     |     |     |     |     |     |     | 6      |
|      | Michel Fabrizio   | Honda        |     |     |     |     |     |     |     |     |     | 6   |     |     |     |     |     |     |     |     | 6      |
| 22   | Fonsi Nieto       | Kawasaki     |     |     |     |     | 5   |     |     |     |     |     |     |     |     |     |     |     |     |     | 5      |
| 23   | Olivier Jacque    | Kawasaki     | 4   | 0   | Ret | Inj | Inj | 0   | Inj |     |     |     |     |     |     |     |     |     |     |     | 4      |
|      | Kenny Roberts jr. | KR212V       | 3   | 0   | 0   | 1   | Ret | 0   | 0   |     |     |     |     |     |     |     |     |     |     |     | 4      |
| 25   | Nobuatsu Aoki     | Suzuki       |     |     |     |     |     |     |     |     |     |     |     |     |     |     |     |     | 3   |     | 3      |
| 26   | Shin’ichi Itō     | Ducati       |     |     |     |     |     |     |     |     |     |     |     |     |     |     | 1   |     |     |     | 1      |
| 27   | Kousuke Akiyoshi  | Suzuki       |     | 0   |     |     |     |     |     |     |     |     |     |     |     |     | Ret |     |     |     | 0      |
|      | Chaz Davies       | Ducati       |     |     |     |     |     |     |     |     |     |     | 0   |     |     |     |     | Ret | 0   | DNS | 0      |
|      | Miguel Duhamel    | Honda        |     |     |     |     |     |     |     |     |     |     | Ret |     |     |     |     |     |     |     | 0      |
|      | Jeremy McWilliams | Ilmor SRT X³ | DNS |     |     |     |     |     |     |     |     |     |     |     |     |     |     |     |     |     | 0      |
|      | Andrew Pitt       | Ilmor SRT X³ | Ret |     |     |     |     |     |     |     |     |     |     |     |     |     |     |     |     |     | 0      |
|      | Ivan Silva        | Ducati       |     |     |     |     |     |     |     |     |     |     |     | 0   |     |     |     |     |     |     | 0      |
|      | Akira Yanagawa    | Kawasaki     |     |     |     |     |     |     |     |     |     |     |     |     |     |     | 0   |     |     |     | 0      |
| Pos. | Fahrer            | Motorrad     | QUA | SPA | TUR | CHN | FRA | ITA | CAT | GBR | NED | GER | USA | CZE | RSM | POR | JPN | AUS | MAL | VAL | Punkte |

| Farbe         | Bedeutung                               |
| ------------- | --------------------------------------- |
| Gold          | Sieger                                  |
| Silber        | 2. Platz                                |
| Bronze        | 3. Platz                                |
| Grün          | Platzierung in den Punkten              |
| Blau          | Klassifiziert außerhalb der Punkteränge |
| Violett       | Rennen nicht beendet (DNF)              |
| Violett       | nicht klassifiziert (NC)                |
| Rot           | nicht qualifiziert (DNQ)                |
| Schwarz       | disqualifiziert (DSQ)                   |
| Weiß          | nicht am Start (DNS)                    |
| Weiß          | zurückgezogen (WD)                      |
| Weiß          | Rennen abgesagt (C)                     |
| ohne Farbe    | nicht am Training teilgenommen (DNP)    |
| ohne Farbe    | verletzt oder krank (INJ)               |
| ohne Farbe    | ausgeschlossen (EX)                     |
| ohne Farbe    | nicht erschienen (DNA)                  |
| fett          | Pole-Position                           |
| kursiv        | Schnellste Rennrunde                    |
| unterstrichen | WM-Führung                              |
| hochgestellt  | Platzierung im Sprintrennen             |

### Konstrukteurswertung
| Pos. | Hersteller | QUA | SPA | TUR | CHN | FRA | ITA | CAT | GBR | NED | GER | USA | CZE | RSM | POR | JPN | AUS | MAL | VAL | Punkte |
| ---- | ---------- | --- | --- | --- | --- | --- | --- | --- | --- | --- | --- | --- | --- | --- | --- | --- | --- | --- | --- | ------ |
| 1    | Ducati     | 25  | 11  | 25  | 25  | 16  | 16  | 25  | 25  | 20  | 20  | 25  | 25  | 25  | 16  | 25  | 25  | 25  | 20  | 394    |
| 2    | Honda      | 20  | 25  | 6   | 20  | 10  | 25  | 16  | 8   | 16  | 25  | 16  | 16  | 13  | 20  | 16  | 13  | 20  | 25  | 313    |
| 3    | Yamaha     | 16  | 20  | 20  | 13  | 20  | 20  | 20  | 20  | 25  | 13  | 13  | 9   | 7   | 25  | 13  | 16  | 11  | 5   | 283    |
| 4    | Suzuki     | 13  | 7   | 10  | 16  | 25  | 11  | 13  | 16  | 11  | 9   | 20  | 20  | 20  | 10  | 6   | 9   | 9   | 16  | 241    |
| 5    | Kawasaki   | 4   | 3   | 8   | 8   | 5   |     | 11  | 10  | 7   | 8   | 10  | 8   | 8   | 4   | 20  | 10  | 13  | 7   | 144    |
| 6    | / KR212V   | 3   |     |     | 1   |     |     |     | 3   | 1   | 4   |     | 1   | 1   |     |     |     |     |     | 14     |

### Teamwertung
| Pos. | Team                 | QUA | SPA | TUR | CHN | FRA | ITA | CAT | GBR | NED | GER | USA | CZE | RSM | POR | JPN | AUS | MAL | VAL | Punkte |
| ---- | -------------------- | --- | --- | --- | --- | --- | --- | --- | --- | --- | --- | --- | --- | --- | --- | --- | --- | --- | --- | ------ |
| 1    | Ducati Marlboro Team | 25  | 15  | 41  | 35  | 24  | 22  | 35  | 25  | 20  | 31  | 25  | 35  | 36  | 23  | 35  | 45  | 30  | 31  | 533    |
| 2    | Repsol Honda Team    | 24  | 29  | 9   | 17  | 13  | 26  | 21  | 8   | 29  | 41  | 11  | 29  | 3   | 33  | 7   | 13  | 23  | 33  | 369    |
| 3    | Rizla Suzuki MotoGP  | 22  | 7   | 15  | 25  | 34  | 19  | 22  | 27  | 11  | 14  | 21  | 31  | 36  | 13  | 11  | 17  | 17  | 26  | 368    |
| 4    | Fiat Yamaha Team     | 30  | 41  | 6   | 25  | 14  | 29  | 26  | 33  | 35  | 13  | 18  | 9   | 7   | 31  | 5   | 23  | 17  | 2   | 365    |
| 5    | Honda Gresini        | 13  | 21  | 31  | 11  | 20  | 17  | 7   | 10  | 6   | 16  | 16  | 5   | 22  | 19  | 27  | 7   | 30  | 19  | 297    |
| 6    | Pramac D’Antin       | 12  | 5   | 20  | 9   | 11  | 21  | 11  | 16  | 17  | 7   | 7   | 7   | 5   |     | 9   | 11  | 4   | 9   | 181    |
| 7    | Kawasaki Racing Team | 4   | 3   | 8   | 8   | 5   |     | 11  | 15  | 7   | 8   | 19  | 12  | 8   | 4   | 29  | 14  | 14  | 7   | 176    |
| 8    | Dunlop Yamaha Tech 3 | 1   | 3   | 3   | 3   | 13  | 3   | 6   | 1   | 5   | 3   | 11  | 3   | 6   | 2   | 17  | 2   |     | 6   | 88     |
| 9    | Honda LCR            |     | 10  | 4   | 6   |     |     |     |     | 5   | 2   | 2   | 6   | 10  | 9   |     | 5   | 2   | 4   | 65     |
| 10   | Konica Minolta Honda | 6   | 6   | 3   |     |     | 3   | 1   | 2   | 4   |     | 4   | 2   | 6   | 5   |     | 3   |     | 2   | 47     |
| 11   | Team Roberts         | 3   |     |     | 1   |     |     |     | 3   | 1   | 4   |     | 1   | 1   |     |     |     |     |     | 14     |

### Bemerkenswertes
- Jeremy McWilliams konnte in Katar nach einem Trainingssturz nicht am Rennen teilnehmen.
- Ilmor GP zog sich nach dem Rennen in Katar mit sofortiger Wirkung aus der MotoGP zurück, da kein Sponsor zur Finanzierung des Projektes gefunden wurde.[1]

## 250-cm³-Klasse

### Rennergebnisse
|    | Datum  | Rennen                 | Strecke        | Platz 1          | Platz 2          | Platz 3          | Pole-Position    | Schn. Rennrunde  | Gesamtführender Fahrer | Gesamtführender Konstrukteur |
| -- | ------ | ---------------------- | -------------- | ---------------- | ---------------- | ---------------- | ---------------- | ---------------- | ---------------------- | ---------------------------- |
| 1  | 10.03. | GP von Katar           | Losail         | Jorge Lorenzo    | Alex De Angelis  | Héctor Barberá   | Jorge Lorenzo    | Alex De Angelis  | Jorge Lorenzo          | Aprilia                      |
| 2  | 25.03. | GP von Spanien         | Jerez          | Jorge Lorenzo    | Álvaro Bautista  | Andrea Dovizioso | Jorge Lorenzo    | Alex De Angelis  | Jorge Lorenzo          | Aprilia                      |
| 3  | 22.04. | GP der Türkei          | Istanbul       | Andrea Dovizioso | Jorge Lorenzo    | Álvaro Bautista  | Andrea Dovizioso | Andrea Dovizioso | Jorge Lorenzo          | Aprilia                      |
| 4  | 06.05. | GP von China           | Shanghai       | Jorge Lorenzo    | Álvaro Bautista  | Andrea Dovizioso | Jorge Lorenzo    | Jorge Lorenzo    | Jorge Lorenzo          | Aprilia                      |
| 5  | 20.05. | GP von Frankreich      | Le Mans        | Jorge Lorenzo    | Andrea Dovizioso | Alex De Angelis  | Jorge Lorenzo    | Andrea Dovizioso | Jorge Lorenzo          | Aprilia                      |
| 6  | 03.06. | GP von Italien         | Mugello        | Álvaro Bautista  | Alex De Angelis  | Héctor Barberá   | Álvaro Bautista  | Héctor Barberá   | Jorge Lorenzo          | Aprilia                      |
| 7  | 10.06. | GP von Katalonien      | Barcelona      | Jorge Lorenzo    | Alex De Angelis  | Andrea Dovizioso | Jorge Lorenzo    | Alex De Angelis  | Jorge Lorenzo          | Aprilia                      |
| 8  | 24.06. | GP von Großbritannien  | Donington      | Andrea Dovizioso | Alex De Angelis  | Hiroshi Aoyama   | Alex De Angelis  | Alex De Angelis  | Jorge Lorenzo          | Aprilia                      |
| 9  | 30.06. | 77. Dutch TT           | Assen          | Jorge Lorenzo    | Alex De Angelis  | Álvaro Bautista  | Jorge Lorenzo    | Alex De Angelis  | Jorge Lorenzo          | Aprilia                      |
| 10 | 15.07. | 71. GP von Deutschland | Sachsenring    | Hiroshi Aoyama   | Mika Kallio      | Alex De Angelis  | Mika Kallio      | Mika Kallio      | Jorge Lorenzo          | Aprilia                      |
| 11 | 19.08. | GP von Tschechien      | Brünn          | Jorge Lorenzo    | Andrea Dovizioso | Mika Kallio      | Jorge Lorenzo    | Jorge Lorenzo    | Jorge Lorenzo          | Aprilia                      |
| 12 | 02.09. | GP von San Marino      | Misano         | Jorge Lorenzo    | Hiroshi Aoyama   | Héctor Barberá   | Jorge Lorenzo    | Hiroshi Aoyama   | Jorge Lorenzo          | Aprilia                      |
| 13 | 16.09. | GP von Portugal        | Estoril        | Álvaro Bautista  | Andrea Dovizioso | Jorge Lorenzo    | Andrea Dovizioso | Álvaro Bautista  | Jorge Lorenzo          | Aprilia                      |
| 14 | 23.09. | GP von Japan           | Motegi         | Mika Kallio      | Andrea Dovizioso | Héctor Barberá   | Shūhei Aoyama    | Andrea Dovizioso | Jorge Lorenzo          | Aprilia                      |
| 15 | 14.10. | GP von Australien      | Phillip Island | Jorge Lorenzo    | Álvaro Bautista  | Andrea Dovizioso | Jorge Lorenzo    | Jorge Lorenzo    | Jorge Lorenzo          | Aprilia                      |
| 16 | 21.10. | GP von Malaysia        | Sepang         | Hiroshi Aoyama   | Héctor Barberá   | Jorge Lorenzo    | Hiroshi Aoyama   | Hiroshi Aoyama   | Jorge Lorenzo          | Aprilia                      |
| 17 | 4.11.  | GP von Valencia        | Valencia       | Mika Kallio      | Alex De Angelis  | Alex Debón       | Mika Kallio      | Mika Kallio      | Jorge Lorenzo          | Aprilia                      |

### Teams und Fahrer
| Nr.   | Fahrer              | Team                          | Motorrad | Reifen |
| ----- | ------------------- | ----------------------------- | -------- | ------ |
| 1     | Jorge Lorenzo       | Fortuna Aprilia               | Aprilia  | D      |
| 3     | Alex De Angelis     | Master – MVA Aspar            | Aprilia  | D      |
| 4     | Hiroshi Aoyama      | Red Bull KTM 250              | KTM      | D      |
| 6     | Alex Debón          | Aprilia Racing                | Aprilia  | D      |
| 7     | Efrén Vázquez       | Blusens Aprilia Germany       | Aprilia  | D      |
| 8     | Ratthapark Wilairot | Thai Honda PTT-SAG            | Honda    | D      |
| 9     | Arturo Tizón        | Blusens Aprilia Germany       | Aprilia  | D      |
| 10    | Imre Tóth           | Team Tóth Aprilia             | Aprilia  | D      |
| 12    | Thomas Lüthi        | Emmi Caffe Latte              | Aprilia  | D      |
| 14    | Anthony West        | Team Sicilia                  | Aprilia  | D      |
| 15    | Roberto Locatelli   | Squadra Corse Metis Gilera    | Gilera   | D      |
| 16    | Jules Cluzel        | Angaia Racing                 | Aprilia  | D      |
| 17    | Karel Abraham       | Cardion AB Motoracing         | Aprilia  | D      |
| 18    | Joshua Sommer       | Motorcycle Comp Service       | Honda    | D      |
| 19    | Álvaro Bautista     | Master – MVA Aspar            | Aprilia  | D      |
| 20    | Takumi Takahashi    | Burning Blood Racing          | Honda    | D      |
| 21    | Federico Sandi      | Team Sicilia                  | Aprilia  | D      |
| 25    | Alex Baldolini      | Kiefer-Bos-Sotin Racing       | Aprilia  | D      |
| 28    | Dirk Heidolf        | Kiefer-Bos-Sotin Racing       | Aprilia  | D      |
| 31    | Álvaro Molina       | Andalucia GFC MAS             | Aprilia  | D      |
| 32    | Fabrizio Lai        | Campetella Racing             | Aprilia  | D      |
| 34    | Andrea Dovizioso    | Humangest Racing Team 250cc   | Honda    | D      |
| 36    | Mika Kallio         | Red Bull KTM 250              | KTM      | D      |
| 38    | Thomas Walther      | AMC Schleizer Dreieck ADAC    | Honda    | D      |
| 41    | Aleix Espargaró     | Blusens Aprilia               | Aprilia  | D      |
| 44/11 | Tarō Sekiguchi      | Campetella Racing             | Aprilia  | D      |
| 45    | Dan Linfoot         | Team Sicilia                  | Aprilia  | D      |
| 49    | Erwin Postmus       | Postmus Racing                | Yamaha   | D      |
| 50    | Eugene Laverty      | Honda LCR                     | Honda    | D      |
| 53    | Santiago Barragán   | Team Extremadura              | Honda    | D      |
| 55    | Yūki Takahashi      | Humangest Racing Team 250cc   | Honda    | D      |
| 58    | Marco Simoncelli    | Squadra Corse Metis Gilera    | Gilera   | D      |
| 60    | Julián Simón        | Repsol Honda 250cc            | Honda    | D      |
| 62    | Shi Zhao Huang      | Yes! Yamaha Tianjian          | Yamaha   | D      |
| 63    | Jin Xiao            | Yes! Yamaha Tianjian          | Yamaha   | D      |
| 64    | Omar Menghi         | VET Racing                    | Aprilia  | D      |
| 65    | Thomas Tallevi      | History Racing TZ Club Italia | Yamaha   | D      |
| 68    | Randy Gevers        | De Arend Racing               | Aprilia  | D      |
| 69    | Ronald Beitler      | Maro Racing                   | Honda    | D      |
| 70    | Mike Velthuijzen    | MRTT Hagen Racing             | Honda    | D      |
| 72    | Hans Smees          | Jaap Kingma                   | Aprilia  | D      |
| 73    | Shūhei Aoyama       | Repsol Honda 250cc            | Honda    | D      |
| 75    | Yōichi Ui           | Malossi & Spruce & Pro-Tec    | Yamaha   | D      |
| 76    | Seijin Oikawa       | Will Access With Plus Myu     | Yamaha   | D      |
| 77    | Yuki Hamamoto       | TEC-2 & Kyushukyoritsu Univ.  | Yamaha   | D      |
| 80    | Héctor Barberá      | Team Tóth Aprilia             | Aprilia  | D      |
| 81    | Toby Markham        | BM Groundworks                | Yamaha   | D      |
| 82    | Andrew Sawford      | St Neot's Motorcycle Co       | Yamaha   | D      |
| 83    | Alex Kenshington    | Dennis Trollope Racing        | Yamaha   | D      |
| 84    | Luke Lawrence       | TNT Express Team Fila         | Honda    | D      |
| 87    | Jiri Mayer          | Klub Racing Team Mayer        | Honda    | D      |
| 88    | Zhu Wang            | Zongshen Team Of China        | Aprilia  | D      |
| 89    | Ho Wan Chow         | Zongshen Team Of China        | Aprilia  | D      |

| Legende         |
| --------------- |
| Stammfahrer     |
| Wildcard-Fahrer |
| Ersatzfahrer    |

### Fahrerwertung
| 1  | Jorge Lorenzo     | Aprilia | 312 |
| 2  | Andrea Dovizioso  | Honda   | 260 |
| 3  | Alex De Angelis   | Aprilia | 235 |
| 4  | Álvaro Bautista   | Aprilia | 181 |
| 5  | Héctor Barberá    | Aprilia | 175 |
| 6  | Hiroshi Aoyama    | KTM     | 160 |
| 7  | Mika Kallio       | KTM     | 157 |
| 8  | Thomas Lüthi      | Aprilia | 133 |
| 9  | Julián Simón      | Honda   | 123 |
| 10 | Marco Simoncelli  | Gilera  | 97  |
| 11 | Yūki Takahashi    | Honda   | 90  |
| 12 | Shūhei Aoyama     | Honda   | 90  |
| 13 | Roberto Locatelli | Gilera  | 59  |
| 14 | Fabrizio Lai      | Aprilia | 49  |
| 15 | Aleix Espargaró   | Aprilia | 47  |

| 16 | Karel Abraham       | Aprilia | 31 |
| 17 | Ratthapark Wilairot | Honda   | 30 |
| 18 | Alex Debón          | Aprilia | 27 |
| 19 | Anthony West        | Aprilia | 25 |
| 20 | Dirk Heidolf        | Aprilia | 24 |
| 21 | Jules Cluzel        | Aprilia | 19 |
| 22 | Alex Baldolini      | Aprilia | 18 |
| 23 | Tarō Sekiguchi      | Aprilia | 13 |
| 24 | Dan Linfoot         | Aprilia | 7  |
| 25 | Eugene Laverty      | Honda   | 6  |
| 26 | Seijin Oikawa       | Yamaha  | 4  |
| 27 | Yōichi Ui           | Yamaha  | 2  |
| 28 | Imre Tóth           | Aprilia | 2  |
| 29 | Arturo Tizón        | Aprilia | 1  |
|    | Efrén Vázquez       | Aprilia | 1  |

### Konstrukteurswertung
| 1 | Aprilia | 387 |
| 2 | Honda   | 275 |
| 3 | KTM     | 226 |
| 4 | Gilera  | 116 |
| 5 | Yamaha  | 4   |

### Bemerkenswertes
- Roberto Locatelli verunglückte im Training zum Rennen in Jerez schwer und wurde mit Kopf- und Gesichtsverletzungen sowie diversen Brüchen ins Krankenhaus gebracht. Sein Zustand verbesserte sich nur langsam.[2]

## 125-cm³-Klasse

### Rennergebnisse
|    | Datum  | Rennen                 | Strecke        | Platz 1          | Platz 2          | Platz 3            | Pole-Position  | Schn. Rennrunde    | Gesamtführender Fahrer | Gesamtführender Konstrukteur |
| -- | ------ | ---------------------- | -------------- | ---------------- | ---------------- | ------------------ | -------------- | ------------------ | ---------------------- | ---------------------------- |
| 1  | 10.03. | GP von Katar           | Losail         | Héctor Faubel    | Gábor Talmácsi   | Lukáš Pešek        | Gábor Talmácsi | Gábor Talmácsi     | Héctor Faubel          | Aprilia                      |
| 2  | 25.03. | GP von Spanien         | Jerez          | Gábor Talmácsi   | Lukáš Pešek      | Héctor Faubel      | Mattia Pasini  | Gábor Talmácsi     | Gábor Talmácsi         | Aprilia                      |
| 3  | 22.04. | GP der Türkei          | Istanbul       | Simone Corsi     | Joan Olivé       | Tomoyoshi Koyama   | Mattia Pasini  | Raffaele De Rosa   | Gábor Talmácsi         | Aprilia                      |
| 4  | 06.05. | GP von China           | Shanghai       | Lukáš Pešek      | Héctor Faubel    | Esteve Rabat       | Mattia Pasini  | Lukáš Pešek        | Lukáš Pešek            | Aprilia                      |
| 5  | 20.05. | GP von Frankreich      | Le Mans        | Sergio Gadea     | Lukáš Pešek      | Bradley Smith      | Mattia Pasini  | Lukáš Pešek        | Lukáš Pešek            | Aprilia                      |
| 6  | 03.06. | GP von Italien         | Mugello        | Héctor Faubel    | Sergio Gadea     | Simone Corsi       | Héctor Faubel  | Sergio Gadea       | Héctor Faubel          | Aprilia                      |
| 7  | 10.06. | GP von Katalonien      | Barcelona      | Tomoyoshi Koyama | Gábor Talmácsi   | Randy Krummenacher | Gábor Talmácsi | Randy Krummenacher | Gábor Talmácsi         | Aprilia                      |
| 8  | 24.06. | GP von Großbritannien  | Donington      | Mattia Pasini    | Tomoyoshi Koyama | Héctor Faubel      | Mattia Pasini  | Mattia Pasini      | Héctor Faubel          | Aprilia                      |
| 9  | 30.06. | 77. Dutch TT           | Assen          | Mattia Pasini    | Héctor Faubel    | Gábor Talmácsi     | Mattia Pasini  | Héctor Faubel      | Héctor Faubel          | Aprilia                      |
| 10 | 15.07. | 71. GP von Deutschland | Sachsenring    | Gábor Talmácsi   | Tomoyoshi Koyama | Héctor Faubel      | Gábor Talmácsi | Gábor Talmácsi     | Gábor Talmácsi         | Aprilia                      |
| 11 | 19.08. | GP von Tschechien      | Brünn          | Héctor Faubel    | Mattia Pasini    | Lukáš Pešek        | Gábor Talmácsi | Lukáš Pešek        | Héctor Faubel          | Aprilia                      |
| 12 | 02.09. | GP von San Marino      | Misano         | Mattia Pasini    | Gábor Talmácsi   | Tomoyoshi Koyama   | Lukáš Pešek    | Mattia Pasini      | Gábor Talmácsi         | Aprilia                      |
| 13 | 16.09. | GP von Portugal        | Estoril        | Héctor Faubel    | Gábor Talmácsi   | Pol Espargaró      | Mattia Pasini  | Gábor Talmácsi     | Gábor Talmácsi         | Aprilia                      |
| 14 | 23.09. | GP von Japan           | Motegi         | Mattia Pasini    | Gábor Talmácsi   | Héctor Faubel      | Mattia Pasini  | Raffaele De Rosa   | Gábor Talmácsi         | Aprilia                      |
| 15 | 14.10. | GP von Australien      | Phillip Island | Lukáš Pešek      | Joan Olivé       | Héctor Faubel      | Mattia Pasini  | Gábor Talmácsi     | Gábor Talmácsi         | Aprilia                      |
| 16 | 21.10. | GP von Malaysia        | Sepang         | Gábor Talmácsi   | Tomoyoshi Koyama | Héctor Faubel      | Héctor Faubel  | Gábor Talmácsi     | Gábor Talmácsi         | Aprilia                      |
| 17 | 04.11. | GP von Valencia        | Valencia       | Héctor Faubel    | Gábor Talmácsi   | Sergio Gadea       | Gábor Talmácsi | Héctor Faubel      | Gábor Talmácsi         | Aprilia                      |

### Teams und Fahrer
| Nr. | Fahrer                | Team                        | Motorrad | Reifen |
| --- | --------------------- | --------------------------- | -------- | ------ |
| 6   | Joan Olivé            | Polaris World               | Aprilia  | D      |
| 7   | Alexis Masbou         | FFM Honda GP 125            | Honda    | D      |
| 8   | Lorenzo Zanetti       | Team Sicilia                | Aprilia  | D      |
| 11  | Sandro Cortese        | Emmi Caffe Latte            | Aprilia  | D      |
| 12  | Esteve Rabat          | Repsol Honda                | Honda    | D      |
| 13  | Dino Lombardi         | Scot Racing Team            | Honda    | D      |
| 14  | Gábor Talmácsi        | Bancaja Aspar               | Aprilia  | D      |
| 15  | Federico Sandi        | Skilled ISPA Racing Team    | Aprilia  | D      |
| 17  | Stefan Bradl          | Blusens Aprilia             | Aprilia  | D      |
| 18  | Nicolás Terol         | Valsir Seedorf Derbi        | Derbi    | D      |
| 20  | Roberto Tamburini     | Team Sicilia                | Aprilia  | D      |
| 22  | Pablo Nieto           | Blusens Aprilia             | Aprilia  | D      |
| 24  | Simone Corsi          | Skilled ISPA Racing Team    | Aprilia  | D      |
| 27  | Stefano Bianco        | WTR Blauer USA              | Aprilia  | D      |
| 29  | Andrea Iannone        | WTR Blauer USA              | Aprilia  | D      |
| 30  | Pere Tutusaus         | FMCV Team Machado           | Aprilia  | D      |
| 31  | Enrique Jerez         | Scot Racing Team            | Honda    | D      |
| 33  | Sergio Gadea          | Bancaja Aspar               | Aprilia  | D      |
| 34  | Randy Krummenacher    | Red Bull KTM                | KTM      | D      |
| 35  | Raffaele De Rosa      | Multimedia Racing           | Aprilia  | D      |
| 36  | Cyril Carrillo        | FFM Honda GP 125            | Honda    | D      |
| 37  | Joey Litjens          | Arie Molenaar Racing        | Honda    | D      |
| 38  | Bradley Smith         | Repsol Honda                | Honda    | D      |
| 39  | Nikolett Kovács       | Cemelog-Hanusch             | Honda    | D      |
| 40  | Alen Györfi           | Superbike Gyorsasagi MSE    | Aprilia  | D      |
| 41  | Tobias Siegert        | ADAC Nordbayern e. V.       | Aprilia  | D      |
| 42  | Simone Sancioni       | RCGM Team                   | Aprilia  | D      |
| 44  | Pol Espargaró         | Belson Campetella Racing    | Aprilia  | D      |
| 45  | Valentin Debise       | Équipe de France Espoir     | Honda    | D      |
| 46  | Romain Maitre         | TVX Racing - TJP            | Honda    | D      |
| 47  | Steven Le Coquen      | Villiers Team Competition   | Honda    | D      |
| 48  | Julien Cartron        | Villiers Team Competition   | Honda    | D      |
| 49  | Gwen Le Badezet       | Bretagne Organisation Sport | Honda    | D      |
| 51  | Stevie Bonsey         | Red Bull KTM                | KTM      | D      |
| 52  | Lukáš Pešek           | Valsir Seedorf Derbi        | Derbi    | D      |
| 53  | Simone Grotzkyj       | Multimedia Racing           | Aprilia  | D      |
| 54  | Kevin Coghlan         | Scot Racing Team            | Honda    | D      |
| 54  | Kevin Coghlan         | IKI Racing                  | Honda    | D      |
| 55  | Héctor Faubel         | Bancaja Aspar               | Aprilia  | D      |
| 56  | Hugo van den Berg     | Blusens Aprilia             | Aprilia  | D      |
| 57  | Yuuchi Yanagisawa     | Metallico 18 Garage         | Honda    | D      |
| 58  | Shōya Tomizawa        | Project Muy FRS             | Honda    | D      |
| 59  | Iori Namihira         | Honda Suzuka Racing         | Honda    | D      |
| 60  | Michael Ranseder      | Ajo Motorsport              | Derbi    | D      |
| 61  | Ivo Relvas            | SGM Racing                  | Aprilia  | D      |
| 62  | Louis Rossi           | FFM Honda GP 125            | Honda    | D      |
| 63  | Mike Di Meglio        | Scot Racing Team            | Honda    | D      |
| 64  | Georg Fröhlich        | Abbink Bos Racing           | Honda    | B      |
| 65  | Eric Hübsch           | Sachsenring Motorrad Unger  | Aprilia  | D      |
| 66  | Patrick Unger         | Sachsenring Motorrad Unger  | Aprilia  | D      |
| 67  | Sebastien Eckner      | ADAC Sachsen Junior Team    | Honda    | D      |
| 68  | Glenn Scott           | WTR Blauer USA              | Aprilia  | D      |
| 69  | Nayuta Mizuno         | TEC-2 & Ogiya               | Yamaha   | D      |
| 70  | Blake Leigh-Smith     | Leigh-Smith Racing          | Honda    | D      |
| 71  | Tomoyoshi Koyama      | Red Bull KTM                | KTM      | D      |
| 73  | Jackson Leigh-Smith   | Leigh-Smith Racing          | Honda    | D      |
| 74  | Kazuma Watanabe       | Dydo Miu Racing             | Honda    | D      |
| 75  | Mattia Pasini         | Polaris World               | Aprilia  | D      |
| 76  | Stefano Musco         | Scot Racing Team            | Honda    | D      |
| 76  | Ivan Maestro          | Matteoni Racing             | Honda    | D      |
| 77  | Dominique Aegerter    | Multimedia Racing           | Aprilia  | D      |
| 78  | Daniel Saez           | Quinto Almoradi             | Aprilia  | D      |
| 79  | Ferruccio Lamborghini | Junior GP Racing Team       | Aprilia  | D      |
| 79  | Ferruccio Lamborghini | Skilled ISPA Racing Team    | Aprilia  | D      |
| 80  | Federico Biaggi       | Friba                       | Friba    | D      |
| 81  | Tom Hayward           | KRP                         | Honda    | D      |
| 82  | Luke Jones            | SP12/KGD Racing             | Honda    | D      |
| 83  | Nikki Coates          | KRP                         | Honda    | D      |
| 84  | Robbie Stewart        | KRP                         | Honda    | D      |
| 85  | Philipp Eitzinger     | Wintex Racing Austria       | Honda    | D      |
| 86  | Ricard Cardús         | Racc Aprilia                | Aprilia  | D      |
| 87  | Roberto Lacalendola   | MC Terzo Bandini            | Aprilia  | D      |
| 87  | Roberto Lacalendola   | Ellegi Racing               | Aprilia  | D      |
| 91  | Karel Majek           | FGR 07 Team                 | FGR      | D      |
| 92  | Karel Pešek           | Intermoto Czech             | Aprilia  | D      |
| 93  | Michal Prašek         | Rohac & Fetja               | Honda    | D      |
| 94  | Toni Wirsing          | Honda Schumann Reisen       | Honda    | D      |
| 95  | Robert Mureșan        | Ajo Motorsport              | Derbi    | D      |
| 96  | Rhys Moller           | Rhys Moller Racing          | Honda    | D      |
| 98  | Takaaki Nakagami      | Red Bull MotoGP Academy     | Honda    | D      |
| 99  | Danny Webb            | Arie Molenaar Racing        | Honda    | D      |

| Legende         |
| --------------- |
| Stammfahrer     |
| Wildcard-Fahrer |
| Ersatzfahrer    |

### Fahrerwertung
| 1  | Gábor Talmácsi     | Aprilia | 282 |
| 2  | Héctor Faubel      | Aprilia | 277 |
| 3  | Tomoyoshi Koyama   | KTM     | 193 |
| 4  | Lukáš Pešek        | Derbi   | 182 |
| 5  | Mattia Pasini      | Aprilia | 174 |
| 6  | Simone Corsi       | Aprilia | 168 |
| 7  | Sergio Gadea       | Aprilia | 160 |
| 8  | Joan Olivé         | Aprilia | 131 |
| 9  | Pol Espargaró      | Aprilia | 110 |
| 10 | Bradley Smith      | Honda   | 101 |
| 11 | Esteve Rabat       | Honda   | 74  |
| 12 | Michael Ranseder   | Derbi   | 73  |
| 13 | Randy Krummenacher | KTM     | 69  |
| 14 | Sandro Cortese     | Aprilia | 66  |
| 15 | Pablo Nieto        | Aprilia | 57  |

| 16 | Raffaele De Rosa   | Aprilia | 56 |
| 17 | Mike Di Meglio     | Honda   | 42 |
| 18 | Stefan Bradl       | Aprilia | 39 |
| 19 | Lorenzo Zanetti    | Aprilia | 30 |
| 20 | Andrea Iannone     | Aprilia | 26 |
| 21 | Alexis Masbou      | Honda   | 25 |
| 22 | Nicolás Terol      | Derbi   | 19 |
| 23 | Dominique Aegerter | Aprilia | 7  |
|    | Stefano Bianco     | Aprilia | 7  |
| 25 | Stevie Bonsey      | KTM     | 4  |
| 26 | Danny Webb         | Honda   | 3  |
| 27 | Georg Fröhlich     | Honda   | 2  |
|    | Enrique Jerez      | Honda   | 2  |
| 29 | Simone Grotzkyj    | Aprilia | 1  |

### Konstrukteurswertung
| 1 | Aprilia | 410 |
| 2 | Derbi   | 199 |
| 3 | KTM     | 196 |
| 4 | Honda   | 146 |

### Bemerkenswertes
- Mike Di Meglio brach sich im Training zum Rennen in Jerez das Schlüsselbein und musste auf einen Start im Rennen verzichten.